# شاموند ویلیامز
شاموند ویلیامز (انگلیسی: Shammond Williams؛ زادهٔ ۵ آوریل ۱۹۷۵) بازیکن بسکتبال اهل ایالات متحده آمریکا است.
از باشگاه‌هایی که در آن بازی کرده‌است می‌توان به آتلانتا هاوکس، نیو اورلینز پلیکانز، باشگاه بسکتبال والنسیا، اورلندو مجیک، باشگاه بسکتبال مالاگا، باشگاه بسکتبال بارسلونا، سیاتل سوپرسانیکس، بوستون سلتیکس، باشگاه بسکتبال مورسیا، لس آنجلس لیکرز، و دنور ناگتس اشاره کرد.